# Ricardo Ferreira da Silva
Ricardo Ferreira da Silva Kubitski (Curitiba, 9 september 1984) – voetbalnaam Ricardinho – is een Braziliaans voetballer die doorgaans speelt als linksback. In juli 2023 verliet hij São Joseense.

## Clubcarrière
Ricardinho startte zijn carrière bij Coritiba, waar hij de jeugdopleiding doorliep en later in het eerste elftal terechtkwam. Gedurende zes seizoenen was hij actief voor de Braziliaanse club, die hij tussentijds even verliet voor een verhuurperiode bij Atlético Mineiro. In 2009 maakte de vleugelverdediger de overstap naar Malmö FF, waar hij de vertrokken Christian Järdler moest vervangen. Ricardinho ondertekende een verbintenis tot 2011. Deze werd na twee jaar verlengd tot 2014. Eind 2014 verklaarde de Braziliaan dit contract niet te verlengen, waardoor hij eind 2014 transfervrij vertrok bij Malmö FF. Na twee maanden vond de linksback een nieuwe werkgever in Qäbälä, waar hij zijn handtekening zette onder een verbintenis voor de duur van anderhalf jaar. Medio 2017 maakte Ricardinho de overstap naar Oxford United. Aan het einde van het seizoen 2017/18 verkozen de teamgenoten van de Braziliaan hem tot beste speler van het seizoen. In de daaropvolgende zomer verkaste Ricardinho naar FC Twente, waar hij voor één jaar tekende. Tussen 2019 en 2020 had hij geen club, waarna hij tekende voor São Joseense.

## Clubstatistieken
| Seizoen | Club               | Competitie     | Competitie | Competitie | Beker | Beker | Internationaal | Internationaal | Totaal | Totaal |
| Seizoen | Club               | Competitie     | Wed.       | Dlp.       | Wed.  | Dlp.  | Wed.           | Dlp.           | Wed.   | Dlp.   |
| ------- | ------------------ | -------------- | ---------- | ---------- | ----- | ----- | -------------- | -------------- | ------ | ------ |
| 2003    | Coritiba           | Série A        | 2          | 0          | 0     | 0     | —              | —              | 2      | 0      |
| 2004    | Coritiba           | Série A        | 34         | 2          | 0     | 0     | —              | —              | 34     | 2      |
| 2005    | Coritiba           | Série A        | 37         | 5          | 0     | 0     | —              | —              | 37     | 5      |
| 2006    | Coritiba           | Série B        | 34         | 3          | 0     | 0     | —              | —              | 34     | 3      |
| 2007    | Coritiba           | Série B        | 13         | 1          | 0     | 0     | —              | —              | 13     | 1      |
| 2007    | → Atlético Mineiro | Série B        | 4          | 0          | 0     | 0     | —              | —              | 4      | 0      |
| 2008    | Coritiba           | Série A        | 37         | 2          | 0     | 0     | —              | —              | 37     | 2      |
| 2009    | Malmö FF           | Allsvenskan    | 29         | 1          | 1     | 0     | —              | —              | 30     | 1      |
| 2010    | Malmö FF           | Allsvenskan    | 22         | 0          | 2     | 0     | —              | —              | 24     | 0      |
| 2011    | Malmö FF           | Allsvenskan    | 30         | 0          | 3     | 0     | 10             | 0              | 43     | 0      |
| 2012    | Malmö FF           | Allsvenskan    | 28         | 2          | 1     | 0     | —              | —              | 29     | 2      |
| 2013    | Malmö FF           | Allsvenskan    | 27         | 0          | 3     | 0     | 6              | 0              | 36     | 0      |
| 2014    | Malmö FF           | Allsvenskan    | 23         | 0          | 5     | 0     | 10             | 0              | 38     | 0      |
| 2014/15 | Qäbälä             | Premyer Liqası | 10         | 0          | 1     | 0     | —              | —              | 11     | 0      |
| 2015/16 | Qäbälä             | Premyer Liqası | 16         | 0          | 4     | 1     | 13             | 0              | 33     | 1      |
| 2016/17 | Qäbälä             | Premyer Liqası | 10         | 1          | 1     | 0     | 13             | 1              | 24     | 1      |
| 2017/18 | Oxford United      | League One     | 36         | 3          | 3     | 0     | —              | —              | 39     | 3      |
| 2018/19 | FC Twente          | Eerste divisie | 34         | 1          | 3     | 0     | —              | —              | 37     | 1      |
| Totaal  | Totaal             | Totaal         | 426        | 21         | 27    | 1     | 52             | 1              | 505    | 23     |

Bijgewerkt op 5 december 2024.

## Erelijst
| Competitie     |          |                  |          |          |
| Competitie     | Aantal   | Jaren            |          |          |
| Malmö FF       | Malmö FF | Malmö FF         | Malmö FF | Malmö FF |
| -------------- | -------- | ---------------- | -------- | -------- |
| Allsvenskan    | 3        | 2010, 2013, 2014 |          |          |
| FC Twente      |          |                  |          |          |
| Eerste divisie | 1        | 2018/19          |          |          |